# Gmach Czytelni Żydowskiej w Poznaniu
Gmach Czytelni Żydowskiej – budynek w Poznaniu na Starym Mieście przy ulicy Żydowskiej 32na rogu z ulicą Dominikańską.
Kamienica została wzniesiona po pożarze w 1803 roku, który zniszczył tę część miasta, w  wyniku tego pożaru poszerzono ulicę, więc fasada budynku jest cofnięta w stosunku do sąsiedniego budynku. W marcu 1904 roku Miejscowa Grupa Syjonistyczna otworzyła czytelnię. W 1913 roku w budynku znajdowało się 1600 tomów, książek o tematyce żydowskiej. W okresie międzywojennym budynek zajmowała Żydowska Biblioteka Ludowa im. Y.L. Pereca.